# Hohenwarth
Hohenwarth è un comune tedesco di 2 075 abitanti, situato nel land della Baviera.